# Lega di Xing'an
La Lega di Xing'an o Hinggan (in mongolo tradizionale ᠬᠢᠩᠭ᠋ᠠᠨ
ᠠᠶᠢᠮᠠᠭ, kingγan ayimaγ; in cinese 兴安盟; in pinyin Xīngān Méng) è una lega della Mongolia Interna, in Cina.

## Suddivisioni amministrative
- Ulanhot
- Arxan
- Contea di Tuquan
- Bandiera anteriore destra di Horqin
- Bandiera centrale destra di Horqin
- Bandiera di Jalaid